# Hotsumisaki-ji
Hotsumisaki-ji (最御崎寺) est le 24e temple du pèlerinage de Shikoku. Il est situé au cap Muroto sur la municipalité de Muroto, préfecture de Kōchi, au Japon. C'est le premier temple de la préfecture de Kōchi.
On y accède depuis le temple 23, Yakuō-ji, après une marche d'environ 76 km au bord de la mer. Une ascension de 300 m de dénivelé termine cette marche.
En 794, à l'âge de 19 ans, Kūkai a vécu une période d'ascétisme dans une grotte sur cette montagne. Il a ensuite fondé ce temple en 807, après son retour de Chine et y a sculpté la statue de Kokusō Bosatsu.
En 2015, le Hotsumisaki-ji est désigné Japan Heritage avec les 87 autres temples du pèlerinage de Shikoku.